# 竹山紫南宮
23°48′58″N 120°43′20″E / 23.81611°N 120.72222°E
竹山紫南宮，又名社寮紫南宮，是臺灣一座土地公廟，主祀福德正神，位於南投縣竹山鎮社寮里（旁為內政部消防署訓練中心）。由於『北天燈 ．南烽炮．中丁酒』香火旺盛，在每年農曆正月十六日吃丁酒是人潮最多時候（吃丁酒由來 （页面存档备份，存于）），與中和烘爐地的南山福德宮、屏東車城的福安宮並稱「三大土地公廟」。此地演變成為觀光風景區。到紫南宮求發財金是許多人重要的新年儀式，祈求新的一年財運亨通、事業運更好，尤其向土地公、土地婆、石頭公祈求發財金有招財的意味。

## 沿革
17世紀中葉後，先民隨鄭成功拓墾與清廷移墾，從濁水溪一路往內山，定居在林圮埔（即現在的竹山），緊臨濁水溪，逐漸成幾處聚落，由於深入內陸，與當地原住民的活動地相當接近，經常受到襲害，為求庇佑，由杜夫首倡在社寮與後埔仔兩村民發起募款，清治乾隆十年（1745年）建廟。清治咸豐五年（1855年），由陳東水發起募款改建。日治時期，明治四十年（1907年），由陳克己首倡發起募款，將整座廟宇重建成磚瓦木樑的平屋建築。民國六十九年（1980年），憂於木樑木柱有安全之虞，由莊其炎與莊錦誠發起募款，將木樑木柱改建成鋼筋水泥，以強化廟宇結構的穩定度。民國七十一年（1982年），紫南宮重建完成，日後改由紫南宮管理委員會負責。

## 民間習俗

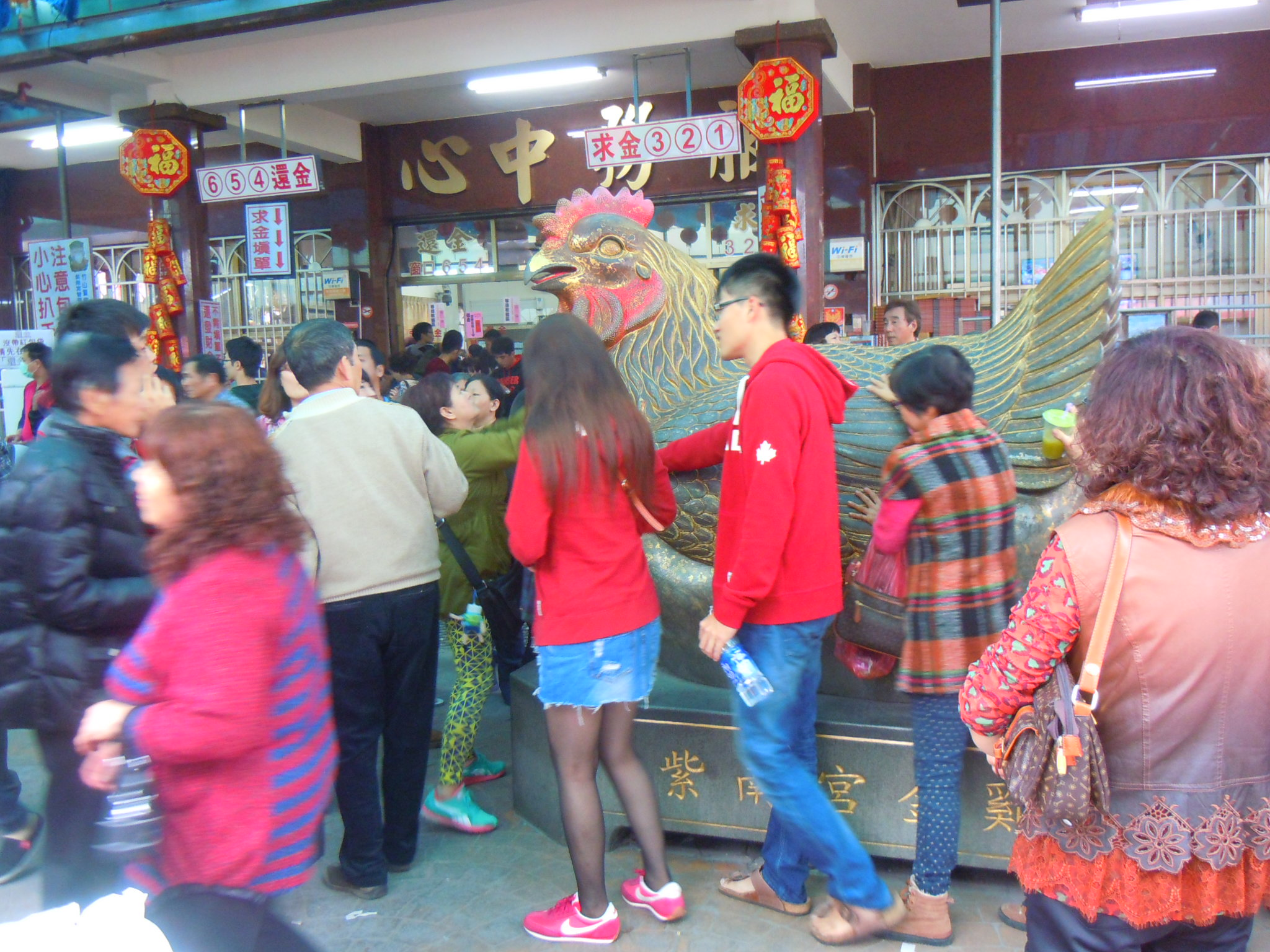
借完發財金順便摸金雞

紫南宮已經有200多年歷史，因為土地公借發財金給信眾而享有盛名。且廁所的獨特造型及乾淨明亮隨時清潔為一大特色。
據說向土地公借錢來投資都會賺錢，來年再還錢，後來這項傳聞，日久成習，來自各地的信眾日益增加，紫南宮乃成立管委會而進行管理。
凡向土地公借發財金須擲筊，第1次獲同意可借600元，第2次才同意可借500元，依序類推，最多只能借用600元做為生意的本，來年若有賺錢即須還本，賺錢後再增添香油錢，口耳相傳下名聞遐爾，紫南宮香火維持不衰。
根據紫南宮廟方表示，求到的發財金一定要全數用完，不限當日使用，也不限制買什麼東西（買什麼都行，就是不能捐回給廟方），原因是這些錢就是要幫忙賺錢回來的，也就是所謂的錢滾錢。

## 註解
1. ↑  陳可文、吳江泉、高有智. . 中時電子報. 2010-08-10  [2013-02-23] （中文（臺灣））.[永久]
2. ↑  . NOWnews今日新聞. 2023-01-01  [2023-01-01]. （原始内容存档于2023-01-28）.
3. ↑  . NOWnews今日新聞. 2023-01-01  [2023-01-01]. （原始内容存档于2023-01-27）.
4. ↑  . 紫南宮.   [2011-01-19] （中文（臺灣））.
5. ↑  南投紫南宮求金紀錄
6. ↑  竹山紫南宮 借出3億 收回5億 的存檔，存档日期2012-07-26.，廖志晃、程炳璋／綜合報導，中國時報，2012-07-24/01:19。
7. ↑  .   [2011-01-28]. （原始内容存档于2005-09-08）.
8. ↑  綠野寄情－向土地公求金 的存檔，存档日期2010-09-11.
9. ↑  .   [2011-01-28]. （原始内容存档于2019-02-06）.

## 外部連結
- 竹山紫南宮官方網站 （页面存档备份，存于）
- 竹山紫南宮-店家日報Buzzdaily （页面存档备份，存于）
- 文化部文化資產局--竹山社寮紫南宮吃丁酒 （页面存档备份，存于）
- 文化部文化資產局--竹山社寮紫南宮借金 （页面存档备份，存于）